# Marchio ecologico
Un marchio ecologico (detto anche etichetta ecologica o etichetta ambientale o eco-etichetta, dall'inglese ecolabel) è un sistema di etichettatura volontario per prodotti al consumo, un imballaggio o un servizio che garantisce che il prodotto, l'imballaggio o il servizio che li espongono siano progettati per limitare al minimo il proprio impatto ambientale in tutto il suo ciclo di vita (dall'approvvigionamento delle materie prime allo smaltimento) o l'impatto ambientale su un aspetto specifico (ad esempio l'origine delle materie prime o la riciclabilità), in un'ottica di sostenibilità.

## Caratteristiche
Il fine di un marchio ecologico è quello di rendere facilmente riconoscibile al consumatore un prodotto ecologico permettendo di effettuare la propria scelta di acquisto consapevole, tenendo conto del principio di sostenibilità ambientale. In questo modo viene incentivato un miglioramento continuo dei prodotti dal punto di vista del loro impatto sull'ambiente. I vantaggi di adottare un marchio ecologico sono quindi sia per l'organizzazione (che ottiene attraverso il marchio ecologico un vantaggio competitivo rispetto ai concorrenti) sia per i consumatori (che sono informati sull'impatto ambientale e possono quindi decidere i loro acquisti sulla base di criteri di sostenibilità ambientale).
I marchi ecologici sono generalmente istituiti da apposite organizzazioni, che possono essere indipendenti o istituzionali, che stabiliscono i requisiti standard che devono essere rispettati per ogni categoria di prodotto. Generalmente il controllo di compatibilità sul prodotto viene eseguito da appositi organismi certificatori riconosciuti dalle organizzazioni promotrici del marchio.
I marchi che vengono apposti dai singoli prodotti in base all'autocertificazione non appartengono propriamente alla categoria.
I marchi ecologici sono uno strumento selettivo e volontario:
- Selettivo perché gli standard da rispettare sono definiti in modo tale per cui possano accedervi solo i prodotti che hanno il più basso impatto ambientale della propria categoria pur mantenendosi competitivi sia dal punto di vista economico che qualitativo. Gli standard vengono adeguati alla migliore tecnologia disponibile in un'ottica di continuo miglioramento.
- Volontario in quanto il marchio impone degli standard ambientali che sono superiori a quelli di legge, i produttori sono liberi di scegliere di certificare i propri prodotti nell'ambito della propria strategia di mercato. In questo senso si distingue da altri sistemi di etichettatura (come il marchio CE per l'Unione europea o l'etichetta energetica degli elettrodomestici), che sono invece obbligatori e indicano la conformità a degli standard stabiliti per legge.

I prodotti che espongono il marchio rientrano nella categoria dei "prodotti ecologici" (o "acquisti verdi"). Un marchio ecologico può essere generico, cioè essere posto sulla maggioranza delle categorie merceologiche, oppure essere specifico di alcune tipologie di prodotti (ad esempio i marchi FSC e PEFC per i prodotti derivati dal legno).

## Marchio e dichiarazione
Nell'ambito degli strumenti volontari di politica ambientale volti alla comunicazione delle prestazioni ambientali dei prodotti, la normativa internazionale ed europea utilizza il termine etichetta (o marchio) e dichiarazione.
Si distinguono:
- certificazioni di parte terza, relative a prestazioni ambientali;
- dichiarazioni del produttore, fornite sulla base di verifiche condotte in proprio o da parte terza.

Le etichettature e certificazioni di parte terza comportano il riferimento a requisiti ambientali specificati e quindi la dichiarazione di livelli prestazionali del prodotto corrispondenti a dati requisiti. La dichiarazione del produttore invece fornisce una informazione su prestazioni ambientali senza entrare in merito alla rispondenza a requisiti.

## Classificazione
Secondo la classificazione e descrizione delle etichette e delle dichiarazioni ambientali della norma ISO 14020, si distinguono tre tipologie di etichettature/dichiarazioni ecologiche:

### Marchi ecologici di tipo I
Le etichette ecologiche di tipo I sono volontarie e sottoposte a certificazione esterna (o di parte terza). Sono basate su un sistema che considera l'intero ciclo di vita del prodotto, fissando dei valori soglia e limiti di prestazione ambientale da rispettare per ottenere il rilascio del marchio. L'organismo competente per l'assegnazione del marchio può essere pubblico o privato.
Sono regolamentati dalla norma ISO 14024.
Esempi di etichettatura di tipo I sono:
- Ecolabel EU, nato nel 1992 con l'adozione del Regolamento Europeo n. 880/92 ed aggiornato con il nuovo Regolamento n. 1980 del 17 luglio 2000.[2] Viene concesso a quei prodotti e servizi con un ciclo di vita avente un basso impatto ambientale.[2] I criteri sono periodicamente sottoposti a revisione e resi più restrittivi, in modo da favorire il miglioramento continuo della qualità ambientale dei prodotti e servizi.
- Nordic White Swan (Svezia, Norvegia, Finlandia e Islanda), creato nel 1989. È il solo marchio insieme a quello Europeo ad essere multinazionale.
- Blauer Engel, marchio ecologico tedesco creato nel 1978.[3] È stato il primo marchio ecologico ad essere stato creato.[3]
- NF Environnement, marchio ecologico francese creato nel 1992 dall'ente normativo francese AFNOR. I criteri vengono stabiliti sulla base di un'analisi del ciclo di vita del prodotto completa redatta dall'organizzazione in maniera congiunta con le autorità preposte.
- Stichting Milieukeur è un marchio ecologico dei Paesi Bassi creato nel 1992 su iniziativa del Ministro dell'Ambiente e dell'Economia. I criteri ecologici di tale marchio ecologico sono definiti sulla base di studi elaborati da parte di un istituto di ricerca specializzato. Lo schema prende in considerazione solo parzialmente la LCA.
- Umweltzeichen Baume è un marchio ecologico austriaco creato nel 1991 dal Ministro dell'Ambiente, della Gioventù e della Famiglia. I criteri sono applicabili a prodotti e processi manifatturieri.
- AENOR Medio Ambiente è un marchio ecologico spagnolo creato nel 1993 dall'Associazione Spagnola di Normalizzazione e Standardizzazione (AENOR). I criteri sono stabiliti sulla base della LCA del prodotto. AENOR ha inoltre stabilito che i prodotti etichettati dal marchio nazionale saranno trattati separatamente da quelli con il marchio europeo.
- Canada Environmental Choice è un marchio ecologico canadese creato nel 1988 e amministrato dal Ministro dell'Ambiente canadese. È stato gradualmente privatizzato. Tale sistema di etichettatura è molto simile a quello europeo.
- Eco Mark è un sistema di etichettatura giapponese creato nel 1989 dalla Nippon Environment Association sotto l'egida del Ministro dell'Ambiente.
- Energy Star è un marchio ecologico statunitense nato nel 1992. È applicabile in Europa ad apparecchiature per ufficio ad alta efficienza energetica.[1]
- Forest Stewardship Council (FSC), marchio ecologico applicabile ai derivati del legno e della cellulosa. Garantisce che la gestione delle foreste sia svolta in maniera sostenibile per l'ambiente.[1]
- Programme for the Endorsement of Forest Certification schemes (PEFC), nato in Europa nel 1999 per la gestione legale e sostenibile dei boschi.[1]
- Tjänstemännens Central Organisation (TCO), per garantire la sostenibilità, la sicurezza e la salute degli impiegati delle aziende produttrici di prodotti elettrici.[1]
- Green Seal, marchio ecologico istituito nel 1989; applicabile ai prodotti che hanno un basso impatto ambientale per quello che riguarda le fasi di produzione, uso e smaltimento.[1]
- EKOenergy
- Marine Stewardship Council (MSC)
- Restriction of Hazardous Substances Directive (RoHS)
- Friend of the sea
- Friend of the Earth

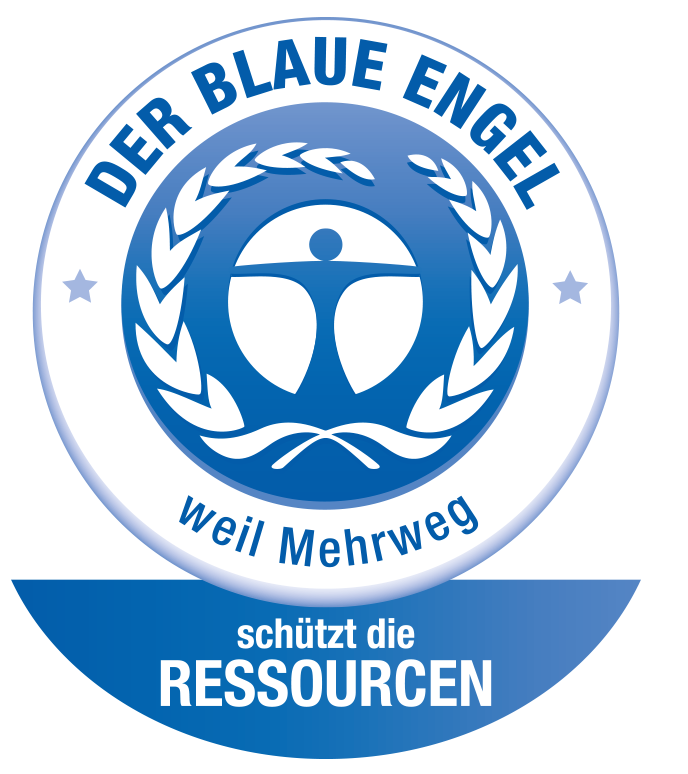
Marchio ecologico Blauer Engel
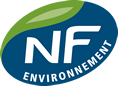
Marchio ecologico NF Environnement
Marchio ecologico Energy Star
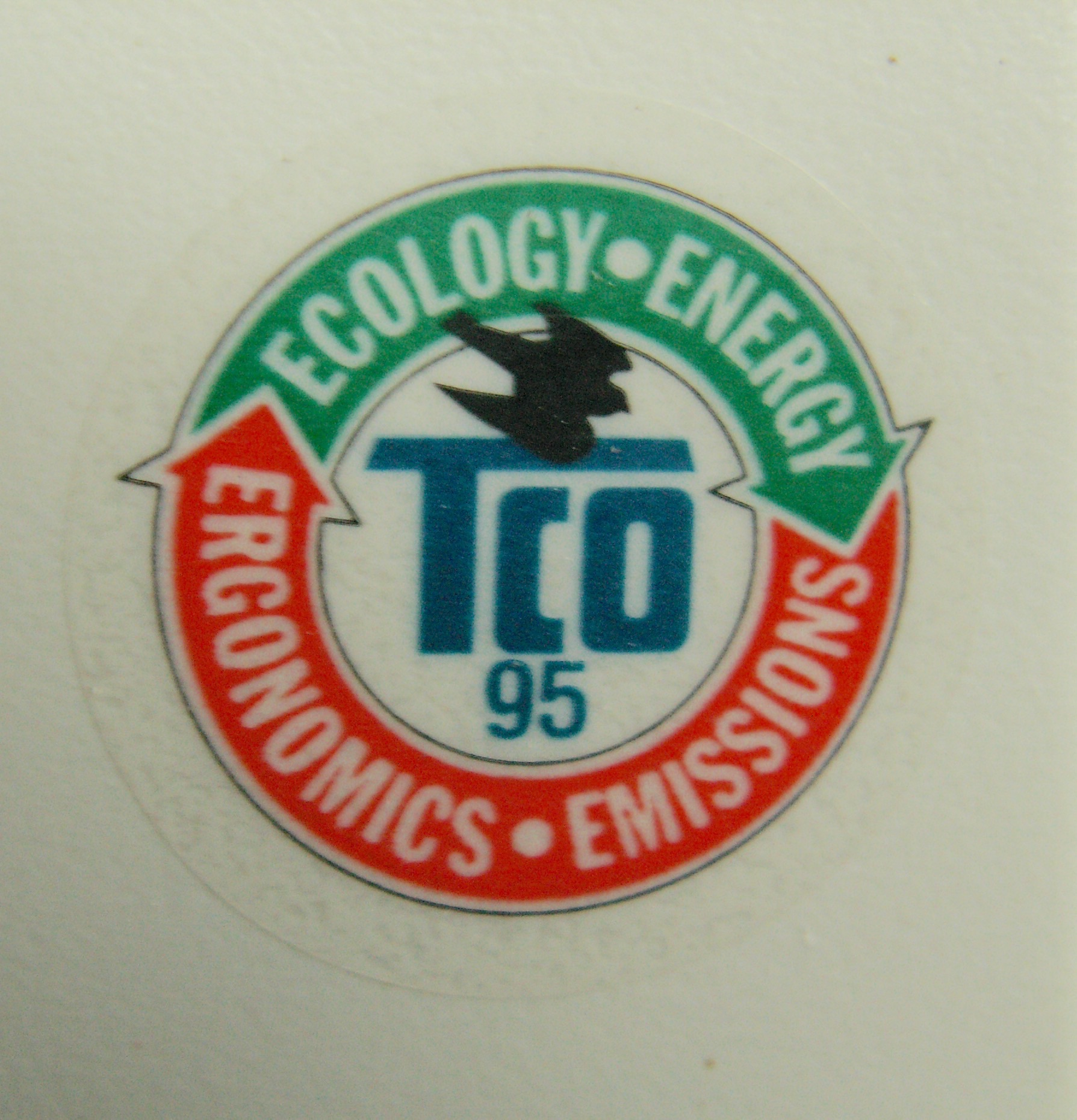
Marchio ecologico TCO
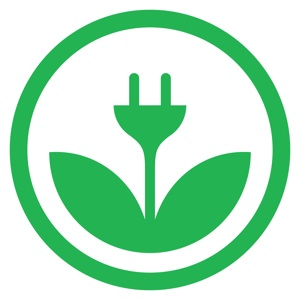
Marchio ecologico EKOenergy
Esempio di marchio ecologico RoHS (non esiste un logo unico o ufficiale)

### Marchi ecologici di tipo II

Il Punto Verde, utilizzato dalle aziende aderenti al consorzio PRO Europe.

Le etichette ecologiche di tipo II (o autodichiarazioni ambientali) sono etichette e dichiarazioni ecologiche che riportano informazioni ambientali dichiarate da parte di produttori, importatori o distributori di prodotti, senza che vi sia l'intervento di un organismo indipendente di certificazione.
Sono regolamentati dalla norma ISO 14021, che prevede una serie di vincoli da rispettare sulle modalità di diffusione e i requisiti sui contenuti dell'informazione. In particolare tale norma richiede che le autodichiarazioni ambientali siano non ingannevoli, verificabili, specifiche, chiare e non soggette a errori di interpretazione.
Esempi di marchi di tipo II sono il Punto Verde e indicazioni del tipo "Riciclabile" e "Compostabile".

### Marchi ecologici di tipo III
Le etichette ecologiche di tipo III (dette anche "Dichiarazioni ambientali di prodotto" o DAP o EPD, dall'inglese Environmental Product Declaration) sono dichiarazioni ecologiche che riportano informazioni basate su parametri stabiliti che contengono una quantificazione degli impatti ambientali associati al ciclo di vita del prodotto calcolati attraverso un sistema LCA. Le DAP sono sottoposte a un controllo indipendente e contengono informazioni oggettive, confrontabili e credibili. In particolare, la credibilità è assicurata attraverso attività di verifica e convalida svolte da organismi terzi accreditati.
Sono regolamentati dalla norma ISO 14025.

## Normativa di riferimento
- ISO 14020 Environmental labels and declarations - General principles
- ISO 14021 Environmental labels and declarations – Self-declared environmental claims (Type II environmental labelling)
- ISO 14024 Type I environmental labelling – Principles and procedures
- ISO 14025 Environmental labels and declarations – Type III environmental declarations
- ISO 14040 Environmental management. Life cycle assessment. Principles and framework
- ISO 14041 Environmental management. Life cycle assessment. Goal and scope definition and inventory analysis
- ISO 14042 Environmental management. Life cycle assessment. Life cycle impact assessment
- ISO 14043 Environmental management. Life cycle assessment. Life cycle Interpretation
- ISO/DIS 14044 Environmental management - life cycle assessment - requirements and guidelines